# Tadatoshi Masuda
Pour les articles homonymes, voir Masuda (homonymie).
Tadatoshi Masuda (増田 忠俊, Masuda Tadatoshi) est un footballeur japonais né le 25 décembre 1973 à Kanbara (actuellement intégrée à la ville de Shizuoka, dans la préfecture de Shizuoka au Japon.